# Anna Miszczenko
Anna Wałerijiwna Miszczenko (ukr. Aнна Валеріївна Міщенко; ur. 25 sierpnia 1983) – ukraińska lekkoatletka specjalizująca się w biegu na 1500 metrów.
Startowała na igrzyskach olimpijskich w Pekinie zajmując dziewiąte miejsce. W 2009 dotarła do półfinału mistrzostw świata w Berlinie, a w 2010 była jedenasta na mistrzostwach Europy. Wygrała mistrzostwa Europy policji w Doniecku w 2010. Srebrna medalistka uniwersjady z 2011 oraz półfinalistka mistrzostw świata z tego samego sezonu. W 2012 startowała na igrzyskach olimpijskich w Londynie, na których odpadła w eliminacjach.
Medalistka mistrzostw Ukrainy oraz reprezentantka kraju w drużynowych mistrzostwach Europy i halowym pucharze Europy.
W lutym 2016 roku IAAF poinformował o zdyskwalifikowaniu jej na dwa lata, począwszy od 18 sierpnia 2015 roku, za nieprawidłowości w paszporcie biologicznym, a wyniki uzyskane przez Miszczenko od 28 czerwca 2012 zostały anulowane.
Rekordy życiowe: stadion – 4:01,16 (6 lipca 2012, Paryż); hala – 4:13,90 (18 lutego 2009, Sumy).